# Johann Gravius

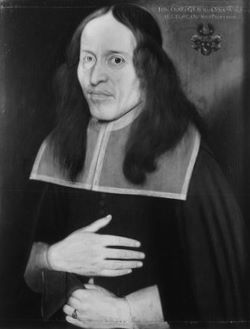
Johann Gravius auf einem Bild von 1742 in der Tübinger Professorengalerie

Johann Gravius (* 14. November 1620 in Osnabrück; † 3. November 1688 in Tübingen) war ein Jurist sowie Professor, Rektor und Prorektor an der Universität Tübingen.

## Leben
Johann Gravius absolvierte ein Studium der Rechte in Marburg an der Lahn. Er wurde Hofmeister der Grafen von Brandenstein in Hamburg und hat dann etliche Jahre in Schleswig-Holstein praktiziert. Während eines Aufenthalts in Speyer absolvierte er ein Studium des Kameralprozesses. 1653 immatrikulierte er sich beim Besuch seiner Brüder in Tübingen und wurde dort zum Dr. iur. utr. promoviert. Er war von 1653 bis 1688 ordentlicher Professor der Rechte. 1654/55, 1657/58, 1661, 1665, 1669, 1672/73, 1681 und 1686/87 war er Rektor sowie 1675/76 Prorektor der Universität Tübingen. Außerdem war er Herzoglich-Württembergischer Rat. Sein Porträt hängt in der Tübinger Professorengalerie.